# Gotham Award/Bester Produzent
Gotham Award: Bester Produzent (Producer Award)
Gewinner in der Kategorie Bester Produzent (Producer Award) seit der ersten Verleihung 1991. Der Preis würdigte die Arbeit lokaler Filmproduzenten.
- 1991 – Michael Hausman
- 1992 – Lindsay Law
- 1993 – David Brown
- 1996 – Ted Hope und James Schamus, Gründer der Filmproduktionsfirma Good Machine
- 1997 – Bob Weinstein, Harvey Weinstein und James Schamus
- 1998 – David V. Picker
- 1999 – Christine Vachon